# Ruzsinszky József
Ruzsinszky József, Ruzsinszki (Cegléd, 1946. január 18. –) labdarúgó, hátvéd.

## Pályafutása
Cegléden kezdett futballozni. Négy évet kihagyott, majd az érettségije után kezdett újra játszani a Ganz-MÁVAG-ban. 1967-ben a Bp. Honvéd csapatában mutatkozott az élvonalban, ahol két bajnoki ezüst- és egy bronzérmet szerzett a csapattal. 1974 és 1976 között a Csepel együttesében szerepelt. Utolsó mérkőzésen a Tatabányai Bányász 2–0-ra győzte le a Csepelt.

## Sikerei, díjai
- Magyar bajnokság
  - 2.: 1969, 1971–72
  - 3.: 1970-tavasz
- Magyar kupa (MNK)
  - döntős: 1968, 1969, 1973